# 木島喜兵衛
木島 喜兵衛（きじま きへえ、1917年5月10日 - 1993年1月12日）は、日本の政治家。日本社会党衆議院議員(6期)。

## 来歴
新潟県出身。1937年高田師範学校卒。教員を経て、新潟県議会議員となる。1969年の第32回衆議院議員総選挙で旧新潟4区から日本社会党公認で立候補して初当選した。以来連続6期務めた。この間衆議院議員災害対策特別委員長を歴任。1986年の第38回衆議院議員総選挙に出馬せず引退した（後継者は筒井信隆）。1993年死去。
この他、日教組中央執行委員や日本武道館常任理事も務めた。